# Titularbistum Pia
Pia ist ein Titularbistum der römisch-katholischen Kirche.
Es geht zurück auf einen untergegangenen Bischofssitz in der gleichnamigen antiken Stadt, die in der römischen Provinz Africa proconsularis (heute nördliches Tunesien) lag. Der Bischofssitz war der Kirchenprovinz Karthago zugeordnet.
| Titularbischöfe von Pia |                                                |                              |                   |     |
| Nr.                     | Name                                           | Amt                          | von               | bis |
| 1                       | Osvaldo Padilla Titularerzbischof pro hac vice | Diplomat des Heiligen Stuhls | 17. Dezember 1990 |     |